# Andrea Hilgers
Andrea Hilgers (* 22. September 1962 in Erkelenz-Immerath; † 7. Juni 2019 in Braunschweig) war eine deutsche Politikerin der SPD und Mitglied der Hamburgischen Bürgerschaft.

## Leben
Andrea Hilgers studierte nach dem Abitur Politikwissenschaften und Soziologie. Sie promovierte im Jahr 1994 an der Universität Hamburg in Soziologie.
Sie war Mitglied in der Gewerkschaft Ver.di und in den Organisationen „Spielhaus Alsterdorf“, „Winterhuder Bürgerverein“, den „Falken“ und der „Arbeiterwohlfahrt“ (AWO). Von 2007 bis zu ihrem Tod arbeitete sie als Geschäftsführerin der Fakultät für Geistes- und Erziehungswissenschaften an der TU Braunschweig.

## Politik
Andrea Hilgers war seit 1. Februar 1987 Mitglied in der SPD. Von 1988 bis 1991 Mitglied gehörte sie dem Juso-Kreisvorstand Hamburg-Nord an. In den Jahren 1991 bis 1995 und 1998 bis 2004 übte sie das Amt des stellvertretenden SPD-Kreisvorsitzenden in Hamburg-Nord aus. Von 1993 bis 1994 war sie für ihre Partei Deputierte der Umweltbehörde.
Mitglied der Hamburgischen Bürgerschaft war Hilgers vom 8. Oktober 1997 bis zu ihrem vorzeitigen Ausscheiden aus beruflichen Gründen im Oktober 2007. Sie vertrat die SPD im Familien-, Kinder- und Jugendausschuss und im Haushaltsausschuss. Zudem saß sie in der Enquete-Kommission „Jugendkriminalität und ihre gesellschaftlichen Ursachen“. Zudem war sie Mitglied in den Parlamentarischen Untersuchungsausschüssen (PUA) zur „Transparenz, Rechtmäßigkeit und Sachdienlichkeit von Personalauswahl und -entscheidungen des Senats“ (Mai 2003 bis Februar 2004) und „Geschlossene Unterbringung Feuerbergstraße“ (seit April 2005). 

Von 2000 bis 2006 war Hilgers hauptberuflich parlamentarische Geschäftsführerin der SPD-Fraktion. Sie war Fachsprecherin für Jugend und Kinder. Ihre politischen Schwerpunkte waren die Kinder- und Jugendpolitik, der liberale Rechtsstaat und die Finanzen.